# Веселуха, Марина Михайловна
Мари́на Миха́йловна Веселу́ха (бел. Марына Весялуха; род. 15 июля 1987, Миоры, Витебская область) — белорусский литературный критик, литературовед, поэт, переводчик.

## Биография
Окончила Мижевицкую среднюю школу (Гродненская область, Слонимский район) с золотой медалью (2004). Училась в Барановичском государственном университете на факультете иностранных языков.
Окончила аспирантуру Центра исследований белорусской культуры, языка и литературы Национальной академии наук Беларуси. Младший научный сотрудник сектора истории белорусской литературы НАН. Магистр филологических наук в области литературоведения (Белорусский государственный педагогический университет, 2011 г.).
С 2010 по 2016 год редактор, завотделом «Книжный мир» газеты «Літаратура і мастацтва».
С 2016 года — редактор отдела культуры в центральной белорусской газете «Звязда».
В 2017 году проходила лечение в психиатрической клинике с диагнозом циклотимия (психическое расстройство, проявляющееся в патологической смене настроения, от полной апатии до эйфории).

## Творчество
Дебютировала стихами в 2008 году в журнале «Дзеяслоў».
Выступает с материалами о теории современного литературного процесса, пишет критические статьи, рецензии на книги, занимается литературно-художественным творчеством.
- 2013 год — одна из победителей конкурса молодых критиков имени Адама Бабареко[8].
- 2015 год — диплом лауреата в номинации «Лучший обозреватель» по итогам ХІ национального конкурса печатных изданий «Залатая Ліцера»[9][10].